# Esplanade Habib-Bourguiba
L'esplanade Habib-Bourguiba est une voie située dans le quartier du Gros-Caillou du 7e arrondissement de Paris.

## Situation et accès
Longue de 360 mètres, l'esplanade Habib-Bourguiba commence au pont de l'Alma et finit au pont des Invalides.
Elle est desservie par la ligne 9 à la station Alma - Marceau.
Côté Alma, l'esplanade David Ben Gourion se trouve dans son prolongement.

## Origine du nom

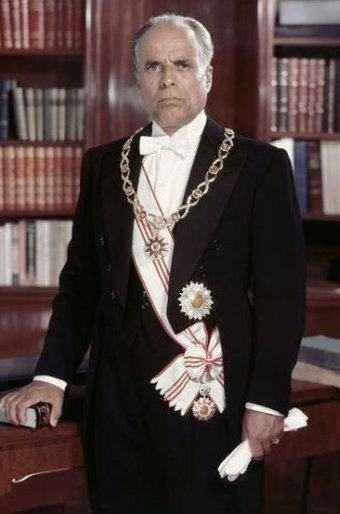
Portrait officiel du président Bourguiba (1960).

La voie porte le nom du premier président de la République tunisienne de 1957 à 1987 Habib Bourguiba (1903-2000), qui a été auparavant le principal artisan de l'indépendance de la Tunisie. 

## Historique
La voie est créée sur la partie arborée du quai d'Orsay sous sa dénomination actuelle par un arrêté municipal du 20 janvier 2004.

## Bâtiments remarquables et lieux de mémoire
- L'esplanade longe la Seine, au nord. Le port du Gros-Caillou et la promenade Gisèle-Halimi se trouvent sur les berges, en contrebas.
- À ce niveau du quai d'Orsay, au sud, se trouve, l'église américaine de Paris.
- En face de l'église américaine de Paris se trouve le monument commémoratif de la campagne de Tunisie 1942-1943.
- L'esplanade accueille aussi un buste de Habib Bourguiba
- L'esplanade donne accès au musée des Égouts de Paris.

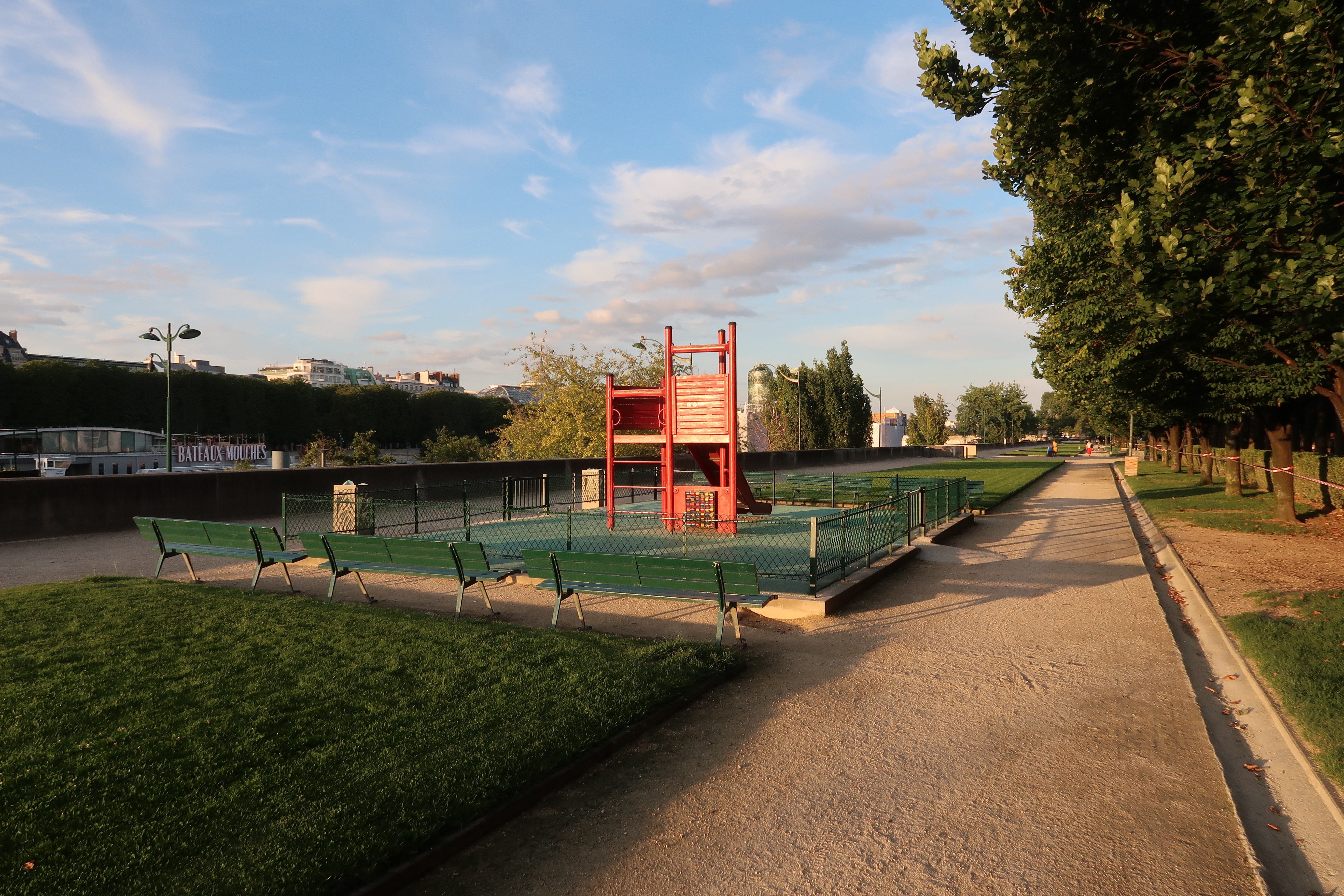
Aire de jeux pour les enfants.
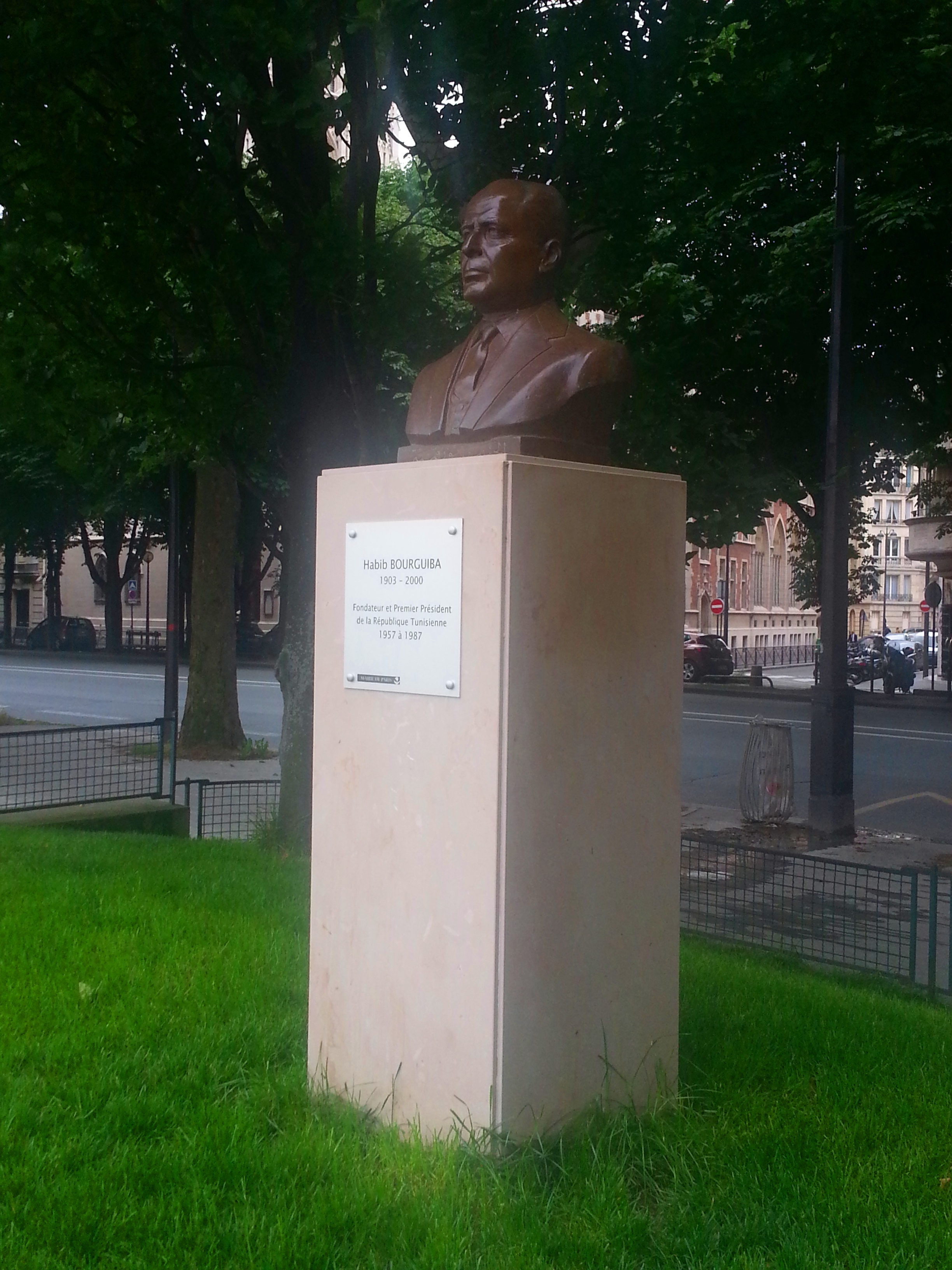
Buste de Habib Bourguiba.